# Sint-Pieterskerk ('s-Hertogenbosch)
De Petrus' Bandenkerk maar in de volksmond de Sint-Pieter of Tolbrugkerk genoemd was een neoclassicistisch kerkgebouw aan de Achter de Tolbrug in 's-Hertogenbosch.
Het was een katholieke Waterstaatskerk, welke ter vervanging kwam van een kerk uit 1779. De kerk werd gebouwd naar een ontwerp van J.H. Laffertée. De eerstesteenlegging was in 1842 en in 1843 werd de kerk in gebruik genomen, Het was gelegen aan de rand van volksbuurt De Pijp.  In de jaren zestig werd deze wijk geheel gesaneerd om plaats te maken voor nieuwbouw (Ziekenhuis,en voornamelijk winkels en kantoren). 
Vanwege teruglopend kerkbezoek was de laatste eucharistieviering in 1972. Het gebouw zou uiteindelijk in 1982 afgebroken worden. Het interieur was toen al verhuisd naar andere kerken. 
De 16e-eeuwse pastorie is behouden gebleven en gerestaureerd. Ook het gevelbeeld van St. Petrus is bewaard gebleven, en staat in de tuin van de voormalige pastorie. Delen van het interieur, onder andere het orgel, werden verplaatst naar de Sint-Petruskerk te Oirschot.